# 沙特阿拉伯航空163號班機空難
沙烏地阿拉伯航空163號班機是沙烏地阿拉伯航空公司一班定期航班，由巴基斯坦卡拉奇經沙烏地阿拉伯首都利雅得前往吉達。1980年8月19日，一架洛歇L1011-200三星式執行此航班，載著287名乘客及14名機員，在哈立德國王國際機場起飛後即報告貨艙起火。最後飛機雖成功折返，但機上共301人依然無一生還。這是航空史上第四慘重（當時第二慘重）的單一飛機空難，僅次於1974年的土耳其航空981號班機空難、1977年的特內里費空難、1985年的日本航空123號班機空難和印度航空182號班機空難。

## 機組人員
該航班的機長是38歲的沙烏地阿拉伯人穆罕默德·阿里·克豪伊特 (Mohammed Ali al-Khowyter)，副駕駛是26歲的沙烏地阿拉伯人薩米·阿卜杜拉·M·哈薩因 (Sami Abdullah M. Hasanain)，飛行工程師是42歲的波蘭裔美國人布拉德利·柯蒂斯（Bradley Curtis，原名Zdzisław Szczêsny）。
訓練記錄顯示三人的經歷均有一定缺陷，機長克豪伊特在飞行学校的训练记录显示他完成一个科目的时间要比平均水平要长。副機長哈薩因則在飞行学校学习期间曾因屡次考核不过而被学校开除，但被获准在没有学籍的情况下继续学习飞行并最终取得了飞行资格，確切原因不清楚，但據傳是工會或高層「幕後操縱」。飛航工程師柯蒂斯曾是具有机长资格的副驾驶，但由于一次操作失误导致其被吊销了飞行执照，後經自費訓練後才改行成为飞航工程师。此外三人對於L-1011這一機型的操作經驗也相對缺乏。

## 乘客
| 國籍           | 人數 |
| -------------- | ---- |
| 加拿大         | 1    |
| 中华人民共和国 | 1    |
| 芬蘭           | 1    |
| 法國           | 1    |
| 西德           | 1    |
| 伊朗           | 32   |
| 愛爾蘭         | 1    |
| 義大利         | 1    |
| 日本           | 1    |
| 韓國           | 1    |
| 荷蘭           | 1    |
| 巴基斯坦       | 85   |
| 菲律賓         | 6    |
| 沙烏地阿拉伯   | 154  |
| 西班牙         | 1    |
| 中華民國       | 1    |
| 泰國           | 2    |
| 英國           | 4    |
| 美國           | 3    |
| 總計           | 301  |

主要乘客來自沙烏地阿拉伯、巴基斯坦、伊朗，大多數是欲前往距离吉达60公里的圣城麦加朝聖的穆斯林。

## 經過

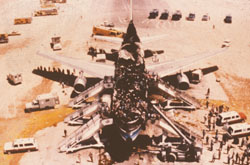
航拍事故客机的残骸

163號班機於下午6時8分從利雅德起飛。可是起飛後6分鐘，機員接到機上警報，顯示下層貨艙後段有煙霧。其後兩位機長及飛航工程師花了4分鐘時間去確認這警號，及嘗試參考飛行手冊了解警鐘程式。機長這時決定折返利雅德機場，因這時方向舵下方的二號引擎被透過飛機的操作鋼索蔓延過來的大火燒著而失靈，這引擎在飛機後來著陸後停止運作。在客機返抵利雅德前，大火及濃煙已蔓延至機艙，乘客因大火而驚惶失措，紛紛擠至機艙前方爭取逃生出路，部份乘客甚至因此大打出手。
飛機於利雅德機場安全著陸，但飛機著陸後並沒有立即剎停，反而繼續在跑道滑行，最後於著陸後2分40秒停在滑行道上。可是，機長並沒有立即展開緊急逃生程序，反而要求空中服務員遵從以往所接受的訓練指示──暫時不要撤離。在其後的3分15秒，機上剩餘的兩個引擎都沒有被關掉，因此嚴重阻礙了救援人員前往拯救。
最後，待引擎關掉後，救援人員再花了23分鐘才可進入機艙內，但已沒有生命跡象。所有死者都是吸入濃煙致死，大火當時快速地蔓延至駕駛艙，所有死者被發現時都是位於機艙前半段，可是他們都沒有辦法打開艙門逃生。

## 結果
空難中其中一對罹難的美國籍夫婦，他們的親人控告包括洛歇、沙烏地阿拉伯航空，還有負責提供沙航訓練課程及一直支援沙航的美籍航空公司環球航空，指他們的對危機應變的訓練不足；並認為沙航的機員在有關應變能力全不及格。
經過這次空難，各航空公司修訂了緊急逃生程序及逃生訓練，及訓練空服員在事故發生時要懂得安撫乘客；洛歇亦移除了后部貨艙顶的保温材料，並将該段結構更换换为強化夹层玻璃。
美國國家運輸安全委員會事後亦建議各航空公司以海龍滅火器取代傳統的手動滅火器。
至於該架被燒剩的編號HZ-AHK殘骸，自空難後就一直停泊在利雅德機場的柏油路上，一直至1990年代。

## 相似事故
- 加拿大航空797號班機－飛機於飛行途中，盥洗室突然冒出大量濃煙。後來飛機成功迫降，但大火卻一發不可收拾，最後全機46人中，23人死亡。
- 中国民航2311号班机－该班机在即将降落时因乘客将烟头掉入地板引发浓烟，降落后起火，25人因逃生不及而遇难。
- 南非航空295號班機－該波音747客貨混合型飛機的主貨艙發生火災，於緊急降落前墜毀於印度洋，159人全部罹難。
- 中國北方航空6136號班機－該MD-82飛行途中遭一乘客縱火，在降落前墜海，機上112人全部遇難。
- 瓦盧杰航空592號班機－飛機起飛後不久，貨艙一些易燃物品發生大火，最後飛機墜入一個沼澤，全機110人死亡。
- 中華航空120號班機－該航班於降落機場後，一號引擎因燃料洩漏導致大火，全機陷入火海並斷為三截，所幸全機乘客及時逃生。
- 日本航空516號班機－該航班於跑道降落時，與一架隸屬日本海上保安廳的飛機在同一跑道相撞並起火。客機上的379人即時逃生，海保機機長設法逃生但身受重傷，其餘5人遇難。

## 相關節目
此次事件被收錄在《空中浩劫》第24季第8集中。